# Tinodes polyhymnia
Tinodes polyhymnia là một loài Trichoptera trong họ Psychomyiidae. Chúng phân bố ở miền Cổ bắc.